# 茲韋代尼夫卡
48°42′26″N 28°24′38″E / 48.70722°N 28.41056°E
茲韋代尼夫卡（羅馬化：Zvedenivka）是烏克蘭的村落，位於該國西南部文尼察州，由日梅林卡區負責管轄，始建於1790年，面積35.43平方公里，海拔高度243米，2001年人口1,284，人口密度每平方公里36.24人。